# کونز لوچنر

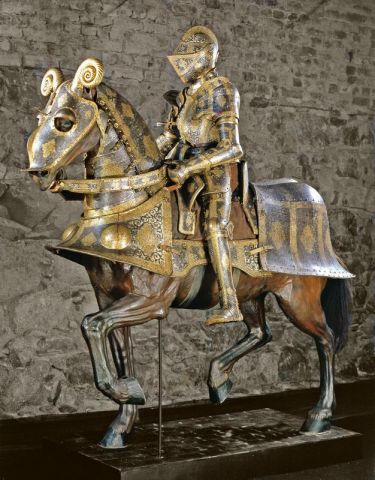
Royal armoury Stockholm 1

کونز لوچنر، حدوداً در سال ۱۵۱۰ متولد و در سال ۱۵۶۷ در گذشت. او آهنگر و زره‌سازی از نورنبرگ آلمان بود. او فرزند زره‌سازی به همین نام بود و برادرانش به نامهای هنریک و هانس نیز آهنگر بودند. در سال ۱۵۴۳ او کار کردن برای فردیناد یکم، امپراتور مقدس روم را آغاز کرد. سال بعد از آن در دربار ماکسیمیلیان دوم مشغول به کار شد. استاد کونز لوچنر و کارگاهش بسیاری از زره‌های باشکوه رژه در دوران رنسانس را تولید کردند. کارگاه او زرهای بسیاری برای شاهان و شاهزادگان در سرتاسر اروپا ساخت. امروزه این زرها در موزهای بسیاری در اروپا و آمریکا از جمله متروپولیتن و لیوروست کامارن وجود دارند.

## آثار معروف

### زره رژه برای انسان و اسب
این زره در سال ۱۵۵۰ برای زیگموند آگوست دوم پادشاه لهستان ساخته شده‌است. او آخرین پادشاه از خاندان قدیمی یاگیلون بود. در وصیت‌نامه خود او داراییش را بین خواهرانش تقسیم کرد. یکی از آن‌ها کاترین یاگیلون، ملکه سوئد و همسر یوهان سوم بود. برای آنکه لهستان ولیعهدی نداشت، یوهان سوم تلاش کرد تا فرزندش زیگموند به ولیعهدی لهستان برسد. در این پروسه پیچیده انتخاب پادشاه جدید، آنا خواهر کاترین، این زره را برای یوهان سوم فرستاد تا هم او را در رابطه با ارث آرام کند و هم پشتیبانی سوئد را بدست آورد. زره شامل، خود زره، زین و زره اسب می‌باشد. محافظ سر اسب با دو شاخ تاب خورده تزیین شده‌است. تمان بخش‌ها با نقشهای اسلامی-عربی شامل کمانهای طلاکاری شده‌است و زمینه با رنگهای سفید و سیاه لعابکاری شده‌است.